# Ambulance (računalni virus)
Ambulance je stari MS-DOS virus koji prilikom aktivacije prikazuje ambulantna kola te reproducira zvuk sirene.